# Žabjek
Žabjek este o localitate din comuna Trebnje, Slovenia, cu o populație de 23 de locuitori.